# Таяр Завалани
Таяр Завалани (на албански: Tajar Zavalani) е албански историк, публицист и писател.

## Биография
Роден е в 1903 година в Битоля, тогава в Османската империя в албанско семейство. Според други източници е роден в Корча. Син е на албанския националист Фехим Завалани и Кериме Фрашъри от Корча. Баща му се заселва в Битоля и е активен сред албанските кръгове в Битолския вилает, близък сътрудник на семейство Кирязи и участник в Битолския конгрес от 1908 година, проведен в неговата къща, и Дебърския конгрес от 1909 година.
Таяр Завалани учи в маристкото френско католическо училище в Битоля. След намесата на България в Първата световна война, когато Битоля се оказва на фронтовата линия, Завалани заминава за Солун, където учи литература във френския лицей. В 1922 година Завалани се установява в Тирана и започва работа в албанското външно министерство, първоначално като секретар на Комисията за определяне на границите, оглавявана от Али Колония. По време на Юнската революция от 1924 година Завалави участва във въстанието във Вльора като член на Башкими на току-що убития Авни Рустеми. След завръщането на власт на Ахмед Зогу през декември 1924 година, Завалани бяга в Италия. Съветски агенти му предлагат да учи в Москва и той учи една година в Москва, след което учи в Марксистко-ленинската школа в Ленинград. През лятото на 1929 година се връща в Москва и работи в Московския земеделски институт, като специализира в икономиката. През ноември 1930 година напуска СССР след колективизацията. Установява се в Берлин, а след това в Лезен край Монтрьо, където се лекува от туберкулоза.
Пред януари 1933 година Завалани се връща в Албания, където се занимава с преводи на литература, предимно от руски и френски език, както и с публицистика. Превежда „Майка“ на Максим Горки, който е забранен от властите. В 1935 става директор на Държавния лицей в Тирана, а по-късно е директор на колежа Малет Тона и оглавява тиранския клон на литературното общество Влазния. Междувременно брат му Хюсен е екзекутиран в СССР в 1938 година. Завалани, убеден комунист постепенно изоставя комунистическото движение и на практика става антикомунист.
През 1936 година се жени за Селма Вриони (1915 – 1995), известна и като Мария Селма, дъщеря на Кахреман Вриони (1889 – 1955), богат бей от района на Фиер, и Емине Фрашъри, дъщеря на Абдул Фрашъри.
След италианското нашествие в 1939 година, Завалани е интерниран в Северна Италия, откъдето бяга с жена си, дама на кралица Жиралдин Албанска, и се установява в 1940 година в Обединеното кралство. През ноември 1940 година започва работа в албанската секция на Би Би Си. Заедно с приятеля си Костандин Черкези и колегите му от Би Би Си Дервиш Дума и Антон Логореци, той се обръща към британските власти и крал Зог за финансова подкрепа за създаването на Свободен албански комитет, който да представлява правителство в изгнание. Идеята е подкрепена от британските албанофили, но е отхвърлена от Зог, който отговаря, че „позицията му на държавен глава на Албания не може да бъде разклатена от отношението на няколко души в Лондон“.
Завалани работи в Би Би Си до края на живота си. Член е на английския ПЕН клуб и публикува в органа му „Арена“. Председател е на лондонския клон на Събранието на поробените европейски нации. В историческите си трудове подкрепя теорията за ненасилствената ислямизация на албанците.
Завалани умира в произшествие в 1966 година. След смъртта му жена му става представител на Националния комитет „Свободна Албания“.

## Публикации
- How Strong Is Russia, London: Hollis and Carter, 1951.
- Histori e Shqipnis (История на Албания), London, том I, 1957, том II, 1963.